# Staind
Staind är ett postgrunge-band från Massachusetts, USA, som grundades år 1993 av Mike Mushok och Jon Wysocki i hemstaden Springfield, Massachusetts. De började att spela covers på klassiska grunge-band som Pearl Jam, Alice in Chains, Rage Against the Machine, Korn, Deftones, Nirvana, och Stone Temple Pilots liksom post-grunge-banden Korn och Tool.
Framgången kom 1997, när bandet Sugarmilk bjöd in dem till en spelning med Limp Bizkit. Ett samarbete med producenten Fred Durst tillika Limp Bizkit's frontman och sångare inleddes och banade vägen för Staind, även om det var många bråk mellan Fred och Staind ofta baserat på gruppens provocerande skivomslag och djupare sångtexter.
Ännu större och viktigare framgång kom 1999 med albumet Dysfunction. som sålde platinum på över 1 miljon exemplar och kom att överträffas av albumet Break The Cycle, 2001, tillsammans med producenten Jordan Schur, Flip-Records, som samproducerades med Fred Durst, Flawless Records. Hitarna på detta album var It's Been A While och Outside och albumet sålde 716,000 skivor bara första veckan och erhöll platinum efter bara två veckor.

## Medlemmar
Nuvarande medlemmar
- Aaron Lewis - sång, rytmgitarr (1995-idag)
- Mike Mushok - sologitarr (1995-idag)
- Johnny April - basgitarr, bakgrundssång (1995-idag)
- Sal Giancarelli - trummor, slagverk (2011-idag)

Tidigare medlemmar
- Jon Wysocki - trummor (1995-2011)

## Diskografi
Studioalbum
- Tormented (1996)
- Dysfunction (1999)
- Break the Cycle (2001)
- 14 Shades of Grey (2003)
- Chapter V (2005)
- The Illusion of Progress (2008)
- Staind (2011)

Livealbum
- Live from Mohegan Sun (2012)

EP
- Chapter II-IV (2004)

Singlar
- Just Go (1999)
- Mudshovel (1999)
- Suffocate / Just Go (1999)
- Outside (2001)
- It's Been Awhile (2001)
- Epiphany (2002)
- Fade (2002)
- For You (2002)
- Price to Play (2003)
- So Far Away (2003)
- How About You (2003)
- Zoe Jane (2004)
- Falling (2005)
- Right Here (2005)
- All I Want (2008)
- Believe (2008)
- Not Again (2011)
- Eyes Wide Open (2011)

Samlingsalbum
- The Singles: 1996-2006 (2006)